# ژان-فرانسوا دی گالوپ، کونت دو لاپیروس
ژان-فرانسوا دی گالوپ، کونت دو لاپیروس (Jean François de Galaup, comte de Lapérouse) (زادهٔ اوت ۱۷۴۱ – درگذشتهٔ ۱۷۸۸؟)، که اغلب صرفاً به لاپیروس (Lapérouse) شناخته می‌شد، یک افسر نیروی دریایی و اکتشافگر فرانسوی بود. او که در عمر ۱۵ سالگی وارد نیروی دریایی شده بود، در نیروی دریایی یک حرفه موفق داشت و در ۱۷۸۵ میلادی مسئولیت رهبری یک سفر اکتشافی در اطراف دنیا به وی داده شد. کشتی‌های وی قبل از اینکه به ‌آبسنگ‌های وانیکورو در جزایر سلیمان تصادم نموده و تخریب گردند، در شیلی، هاوایی، آلاسکا، کالیفرنیا، ماکائو، ژاپن، روسیه و استرالیا توقف نمود.

## اوایل حرفه

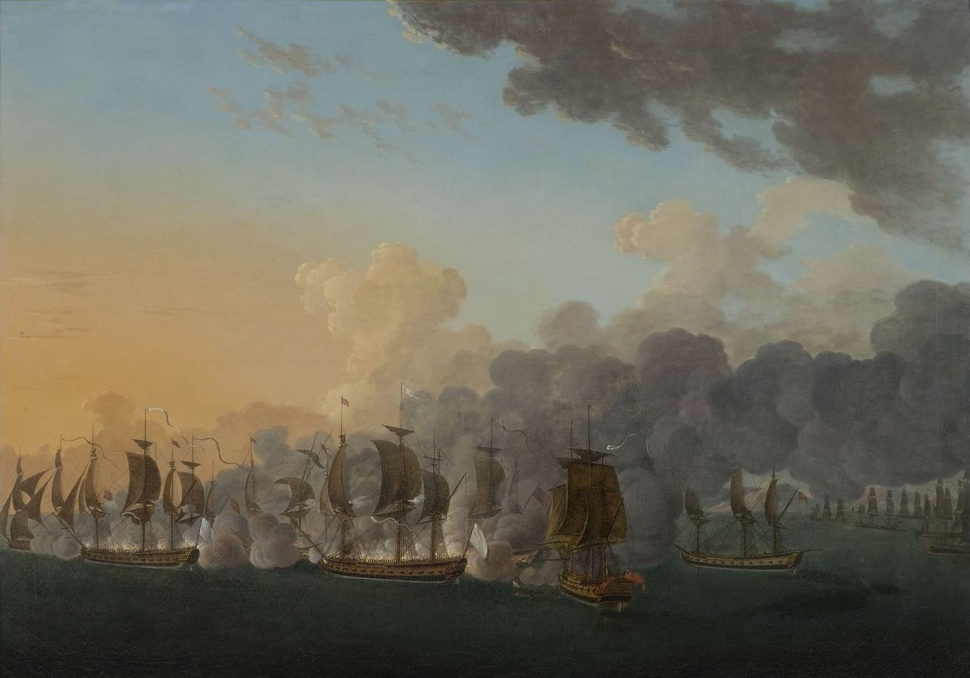
عکس مرتبط به کونت دو لاپیروس

ژان-فرانسوا دی گالوپ در نزدیکی البی، فرانسه زادهٔ شد. خانواده وی در ۱۵۵۸ میلادی لقب اشرافی به‌دست آورده بود.
لاپیروس در یک کالج یسوعی آموزش دید و در ۱۹ نوامبر ۱۷۵۶ به محافظین نیروی دریایی (Garde-Marine) در بِرست ملحق شد. در ۱۷۵۷ میلادی او در کیلیبری (Célèbre) توظیف گردیده و در یک سفر تأمینات نظامی به قلعه لویزبورگ در فرانسه جدید شرکت کرد. لاپیروس در سفر تأمینات نظامی دوم نیز در ۱۷۵۸ میلادی سهم داشت، اما چون سال‌های آغازین جنگ هفت ساله بود و قلعه در محاصره قرار داشت، این سفر تأمیناتی مجبور گردید تا یک مسیر پر پیچ و خم را در اطراف نیوفاندلند دور بزند تا از گزمه‌های بریتانیایی اجتناب نمایند.
لاپیروس در ۱۷۵۹ میلادی، هنگامی که در کشتی فارمیدیبل در حال خدمت بود، در جریان جنگ خلیج کویبیرون زخم برداشت. او دستگیر گردیده و برای مدت کوتاهی زندانی شد تا اینکه به‌طور مشروط از قید آزاد گردیده و دوباره به فرانسه فرستاده شد؛ او در دسامبر ۱۷۶۰ به‌طور رسمی طی فرایند مبادله زندانیان آزاد شد. در ۱۷۶۲ میلادی، او همچنین در یک تلاش از سوی فرانسه برای در دست گرفتن کنترل نیوفاندلند سهم داشت، اما با رسیدن نیروهای بریتانیایی برای دور کردن آنها، او از محل رویداد با کشتی فرار کرد.
هنگام آغاز جنگ انگلیس و فرانسه در ۱۷۷۸ میلادی، فرماندهی کشتی بادبانی جنگی مجهز به ۳۲ توپ، آمازون، به لاپیروس داده شد. او در ۷ اکتبر ۱۷۷۹ یک کشتی اچ‌ام‌اس آریل مجهز با ۲۰ توپ را دستگیر کرد. لاپیروس در ۴ آوریل ۱۷۸۰ به درجه نظامی ناخدای یکم ترفیع داده شده و بخشی از سفر اکتشافی ویژه (Expédition particulière) تحت رهبری دریاسالار تیرنای بود که در ۲ می ۱۷۸۰ بِرست را ترک کرد. از اکتبر تا نوامبر ۱۷۸۰، آمازون از رود آیلند به‌سوی لوریان حرکت نموده و از آنجا به دریای کارائیب رفت.
پس از آن، فرماندهی کشتی آستری به لاپیروس داده شد. در تابستان ۱۷۸۱ میلادی، فرماندهی کشتی جنگی مجهز به ۵۰ توپ، ساگیتایر به او پیشنهاد گردید، اما چون خدمه‌های آن به بیماری اسکوربوت مبتلا بودند، لاپیروس اجازه خواست تا به فرماندهی کشتی آستری ادامه دهد، از این‌رو به او وظیفه سپرده شد تا رهبری یک ناوگروه جنگی که جزو کشتی هرمونی تحت فرماندهی لاتوش-تریویل نیز بود، را رهبری نماید.
لاپیروس در دسامبر ۱۷۸۱ از یک کانوی که به سمت هند غربی در حرکت بود محافظت کرد، در فوریه ۱۷۸۲ در حمله بر سنت کیتس شرکت نموده و در نبرد سنتیز بر علیه ناوسپاه بریتانیای به رهبری دریا سالار رودنی جنگید، اما شکست خورد. در اوت ۱۷۸۲، او زمانی نامی برای خود کسب کرد که دو قلعه انگلیسی (قلعه شاهزاده ویلز و قلعه یورک) در سواحل خلیج هادسون را به تصرف خود درآورد، اما به نجات‌یافتگان، از جمله ساموئل هیرنی از قلعه شاهزاده ویلز، اجازه داد تا به انگلستان برگردند و در مقابل از آنها تعهد گرفت تا زندانیان فرانسوی که در انگلستان هستند را رها نمایند. سال بعدی، خانواده وی در نهایت به ازدواج او با لویسی-ایلینور بروندو، دختر جوان از قوم کریاویو که اصالت فروتن داشت و هشت سال قبل در الی دی فرانس (موریس امروزی) با وی آشنا شده بود، رضایت دادند.

## سفر اکتشافی علمی در اطراف دنیا

### اهداف
در ۱۷۸۵ میلادی، لوئی شانزدهم و وزیر دولت در امور نیروی دریایی، مارکوئیس دی کاستیرز، به لاپیروس وظیفه دادند تا یک سفر اکتشافی در اطراف دنیا را رهبری نماید. در آن زمان بیشتر کشورها سفرهای اکتشافی علمی را آغاز کرده بودند.
لوئی شانزدهم و دربار وی با پیشنهادی از جانب تاجر و ماجراجوی متولد-هلند، ویلیام بولتس برانگیخته شدند، بولتس کسی بود که قبلاً توانسته بود به‌طور موفقیت‌آمیزی توجه برادر زن لوئی، یوزف دوم-امپراتور مقدس روم (برادر ملکه ماری آنتوانت) را به این چنین سفر جلب نماید. دربار فرانسه اندیشه این سفر را پذیرفتند (اما نه پیشنهاد کننده آن، بولتس) که در نهایت منتهی به اعزام لاپیروس به سفر اکتشافی شد. چارلز پیری کلاریت دی فلیوریو، رئیس بندرها و انبارهای سلاح، در یادداشت مرتبط با سفر اکتشافی که به لوئی شانزدهم ارایه نمود، اظهار داشت: «منفعتی که از این سفر اکتشافی به‌دست می‌آید … من را وادار کرد تا نظریات که آقای بولتس در رابطه با این طرح بیان نمود را بپذیرم». اما فلیوریو به شاه روشن نمود که: «با این حال، من طرح این سفر اکتشافی را آن‌گونه که آقای بولتس بیان داشت، پیشنهاد نمی‌کنم».
اهداف این سفر اکتشافی شامل کامل ساختن اکتشاف‌های اقیانوس آرام که قبلاً توسط جیمز کوک (کسی که لاپیروس وی را بسیار می‌ستود) انجام شده بود، تصحیح و تکمیل نقشه‌های این منطقه، ایجاد روابط تجاری، بازکردن مسیرهای دریایی جدید و غنی‌سازی علوم و کلکسیون‌های علمی فرانسه بود. کشتی‌های وی شامل لااسترولیب (تحت فرماندهی فلیوریوت دی لنگلی) و لا بوسول بوده و هر کدام ۵۰۰ تُن وزن داشتند. آنها کشتی انباری بودند که به کشتی‌های جنگی سریع تغییر داده شده بودند. اهداف آنها شامل اهداف جغرافیایی، علمی، قوم‌شناختی، اقتصادی (جستجوی فرصت‌های برای شکار نهنگ یا تجارت خز) و سیاسی (در نهایت تأسیس پایگاه‌ها یا شرکت‌های استعماری بزرگ همراه با متحد اسپانیایی آنها در فیلیپین) بود. آنها تصمیم داشتند تا هم سمت شمال و هم سمت جنوب اقیانوس آرام، شامل سواحل شرق دور و استرالیا، را اکتشاف نموده و گزارش‌های خود را از طریق پایگاه‌های دوردست اروپایی موجود در اقیانوس آرام، به کشورشان بفرستند.

### آمادگی‌ها
آمادگی‌ها به‌زودی در مارس ۱۷۸۵ آغاز گردید، لاپیروس پیشنهاد نمود که پاول مونیرون، کسی که به عنوان مهندس ارشد سفر اکتشافی انتخاب گردیده بود، به لندن رفته و داروی ضد-اسکوربوت که کوک توصیه نموده بود، اقلام بازرگانی که کوک برای مبادله با مردم بومی استفاده کرده بود و همچنین ابزار علمی که ساخت انگلستان هستند را از آنجا خریداری نماید.
معروف‌ترین شخصیت در ماموریت‌های کوک، ژوزف بنکس، در جامعه سلطنتی مداخله نمود تا دو قطب‌نمای خمیده که متعلق به کوک بود را به مونیرون تهیه نماید. مونیرون که فهرست فراهم شده توسط چارلز پیری کلاریت دی فلیوریو را در دست داشت، ابزار علمی زیادی نیز از بزرگترین شرکت‌های انگلیسی، به‌ویژه، رمسدن خریداری کرد. او حتی از هدایات فلیوریو فراتر رفته و دو سکستانت (جایاب) مدل جدید خریداری نمود.

#### خدمه کشتی
خدمه لاپیروس، او را بسیار می‌پسندیدند. ده دانشمند در زمره کارکنان او موجود بود: ستاره‌شناس و ریاضی‌دان ژوزف لیپائوتی داجیلیت (۱۷۵۱ – ۱۷۸۸ میلادی)؛ زمین‌شناس رابرد دی لامانون؛ گیاه‌شناس لا مارتینایر؛ یک فیزیک‌دان؛ سه طبیعت‌شناس؛ سه نقاش، شامل گاسپارد دوشی دی وانکی و یک عمو و برادرزاده به‌نام پریووست. یکی دیگر از دانشمندان، ژان-آندری موگیز بود. حتی دو کشیش که در این سفر موجود بود، نیز سابقه علمی داشتند.
یکی از مردانی که برای رفتن به این سفر اکتشافی درخواست کرده بود، مرد شانزده ساله اهل جزیره کرس به اسم ناپلئون بناپارت بود. بناپارت که در آن زمان ستوان دوم در آکادمی نظامی پاریس بود، موفق شد در فهرست ابتدایی قرارگیرد، اما در نهایت برای این سفر اکتشافی انتخاب نگردید و در فرانسه جا گذاشته شد. در آن آیام، بناپارت علاقه داشت تا به‌جای ارتش در نیروی دریایی خدمت نماید، چون او در ریاضی و توپ‌خانه تخصص داشت و این دو مهارت در کشتی‌های جنگی بسیار با ارزش بودند.
دانشمندانی که در این سفر اکتشافی حضور داشتند، از روش‌های کاری دانشمندان کوک تقلید نموده و محاسبات طول جغرافیایی را بر اساس زمان‌سنج‌های دقیق و فاصله میان مهتاب و خورشید و همزمان مثلث‌بندی زاویه‌یاب یا فاصله که از کشتی گرفته می‌شد انجام می‌دادند، همان روشی که کوک برای تهیه نقشه جزیره‌های اقیانوس آرام بکار برد. در رابطه با جغرافیا، لاپیروس دقت و ایمنی روش‌های که توسط کوک به اثبات رسیده بود را به‌طور قاطعی به نمایش گذاشت. در این سفر وی، حل مسئله طول جغرافیایی مشهود بود و نقشه‌برداری نیز دقت علمی به‌دست‌آورد. پوشیده بودن منطقه شمال‌غربی ساحل آمریکا توسط مه‌های دوامدار مانع او گردیده (همان‌گونه که مانع کوک شده بود) و او نتوانست نقشه‌های کاملتری تهیه نماید، هرچند او توانست برخی خلاها را پُر کند.

### شیلی و هاوایی
لاپیروس و ۲۲۰ تن از افراد وی در ۱ اوت ۱۷۸۵ بِرست را ترک نمودند، از اطراف دماغه هورت دور زده و حکومت استعماری اسپانیا در اداره کل شیلی را بررسی نمودند. او در ۹ آوریل ۱۷۸۶ به جزیره ایستر رسید، پس از آن به سمت جزایر ساندویچ که حالا معروف به جزایر هاوایی است حرکت نموده و هنگام رسیدن در آنجا، به نخستین اروپایی مبدل شد که به جزیره مائوئی قدم نهاده‌است.

### آلاسکا
لاپیروس حرکت به سمت آلاسکا را آغاز نموده و در اواخر ژوئن ۱۷۸۶ در نزدیکی کوه سنت الیاس لنگر انداخته و به اکتشاف اطراف پرداخت. یک کشتی ته‌پهن و دو کشتی نجات بزرگ که ۱۲ نفر سرنشین داشتند، در ۱۳ ژوئیه ۱۷۸۶ در اثر جریان‌های بسیار تند خلیجی که لاپیروس آنرا Port des Français نامید و حالا حالا به‌نام خلیج لیتویا یاد می‌گردد، مفقود شدند. مردان لاپیروس با قبیله تلینگیت ملاقات نمودند. (این دیدار به‌طور خلاصه در قسمت ۱۳ سریال کیهان: یک سفر شخصی، از کارل سیگن به نمایش درآورده شده‌است). پس از آن، او به سمت جنوب حرکت کرده و به اکتشاف ساحل شمال‌غربی پرداخت، از جمله جزایر بیرونی منطقهٔ که حالا معروف به بریتیش کلمبیا است.

#### کالیفرنیا
لاپیروس از ۱۰ تا ۳۰ اوت به سمت جنوب در حرکت بود تا اینکه به ولایت اسپانیایی لاس کالیفرنیاس که کالیفرنیای امروزی است، رسید. گزارش می‌شود که او شاهد تنها آتش‌فشان تاریخی در کوه شاستا در ۷ سپتامبر ۱۷۸۶ بود، اما حالا این گزارش اعتبار علمی چندانی ندارد. او به حد کافی در پریسیدو آف سان‌فرانسیسکو توقف کرد تا یک نقشه کلی از منطقه خلیج، «نقشه بندر سانفرانسیسکو، واقع در ساحل شمالی کالیفرنیا» («Plan du port de St. François, situé sur la côte de la Californie septentrionale»)، تهیه نماید، نقشهٔ که با نام نقشه ۳۳ در Atlas du voyage de La Pérouse ال. اوبرت در ۱۷۹۷ میلادی مجدداً تهیه گردید. او در ۱۴ سپتامبر ۱۷۸۶ به خلیج مونته‌ری در پریسیدو مونته‌ری رسید. او زیستگاه‌ها، رانچوها و ماموریت‌های مذهبی اسپانیایی را بررسی کرد. لاپیروس گزارش داد، «منطقه اکلماچز بیش از ۲۰ لیگ به سمت [جنوب-] شرق مونته‌ری ادامه دارد». او یادداشت‌های مهمی در مورد نحوه برخورد مبلغان مذهبی با مردمان بومی کالیفرنیا و زیستگاه‌های هندی در ماموریت‌های مذهبی فرانسیسکان فراهم نمود. لاپیروس همچنین از شرایط موجود در یک مزرعه‌ای که از برده‌ها کار می‌کشید، خشنود شد. در آن زمان، فرانسه و اسپانیا دارای روابط دوستانه بودند. پس از دریک در ۱۵۷۹ میلادی، لاپیروس نخستین بازدیدکننده غیراسپانیایی بود که از کالیفرنیا دیدن می‌کرد و همچنین نخستین فردی بود که پس از بنیان‌گذاری ماموریت‌های مذهبی و قلعه‌های نظامی (presidios) اسپانیایی در آنجا، به کالیفرنیا آمده بود.

## ارجاعات
1. ↑  Novaresio, 1996, p. 180. "Lapérouse was born at Albi."
2. ↑  Dunmore, p. 3-4
3. ↑  Dunmore, John. Where fate beckons: the life of Jean-François de la Pérouse. pp. 26–32
4. 1 2 3  Roche (2005), p. 37.
5. ↑  Monaque (2000), p. 63.
6. ↑  Novaresio, 1996. p. 181 "married a young Creole girl … met … at Mauritius"
7. ↑  Pritchard, James (Spring 2009). "Review of Where Fate Beckons: The Life of Jean-Francois de La Pérouse, by John Dunmore" (PDF). Journal of Historical Biography. 5: 123–127.
8. ↑  Robert J. King, William Bolts and the Austrian Origins of the Lapérouse Expedition, Terrae Incognitae, The Journal for the History of Discoveries, vol.40, 2008, pp. 1–28.
9. ↑  Novaresio, 1996. p. 181 "Lapérouse ships, Astrolabe and Boussole"
10. ↑  "1788 Joseph Dagelet's Letter to William Dawes | Australia's migration history timeline | NSW Migration Heritage Centre". Archived from the original on 5 May 2008. Retrieved 27 November 2019.
11. ↑  Novaresio, 1996. p. 184 "the mathematician and astronomer Dagelet, the botanist La Martiniére and the geologist Lamanon. Then there were the geographers, the physicists, the physicians, and the illustrators like Duché de Vancy and the two Prévosts (uncle and nephew)."
12. ↑  Robert W. Kirk, "Paradise Past: The Transformation of the South Pacific, 1520–1929", McFarland & Company, Inc. , 2012, p.206.
13. ↑  Novaresio, 1996. p. 181 "The expedition … left the port of Brest on the 1st of August, 1785"
14. ↑  Novaresio, 1996. p. 186 "stopping on the coast of Chile"
15. ↑  Jean-François de Galaup, count de Lapérouse "Jean-François de Galaup, count de Lapérouse". Encyclopædia Britannica Online. Retrieved 20 September 2006.
16. ↑  Novaresio, 1996. p. 186 "Lapérouse headed for Easter Island … left the island two days after his arrival … after a brief stop in the Hawaiian Islands"
17. ↑  Novaresio, 1996. p. 186 "Towards mid-June … the coast of Alaska, dominated by … Mount Saint Elias"
18. ↑  Novaresio, 1996. pp. 186–187 "entered a deep inlet that was baptised French Port (now Lituya Bay) … On the 13th of July, 1786 .. Only one of the three boats that landed returned ...engulfed by a particularly violent ebb tide. … Around twenty men perished"
19. ↑  "Pérouse, Jean-Francois de la". abcbookworld.com.
20. ↑  Little, Gary. "Lapérouse: 1786 Chart of the B.C. Coast". garylittle.ca.
21. ↑  "Alaska's Digital Archives". Vilda Alaska-materials from libraries, museums and archives throughout the State of Alaska USA, including From Atlas du Voyage de la Perouse, No. 17. "1e Feuille." Drawn by Herault, engraved by Bouclet. Published in Paris by "L'Imprimerie de la République" in 1797.
22. ↑  Leman, Jennifer. "California's Mount Shasta Loses a Historical Eruption". Scientific American. Retrieved 27 November 2019.
23. ↑  "Early Exploration: Lapérouse Expedition, 1786, (Lapérouse, contrary to legend, did not see Mount Shasta in eruption in 1786)". siskiyous.edy. Archived from the original on 10 June 2007. Retrieved 27 April 2007.
24. ↑  Novaresio, 1996. p. 187 "Monterey … was reached on the 14th of September"
25. ↑  "DCQ Fall Equinox 1999 -- The Caves Ranch". www.ventanawild.org. Archived from the original on August 10, 2017. Retrieved 23 April 2020.
26. ↑  "Early California: pre-1769–1840s: Missions | Picture This". picturethis.museumca.org.